# Яхъя (Башкортостан)
Яхъя (баш. Яхъя) — деревня в Салаватском районе Башкортостана, входит в состав Ишимбаевского сельсовета.

## Географическое положение
Расстояние до:
- районного центра (Малояз): 28 км,
- центра сельсовета (Ишимбаево): 6 км,
- ближайшей ж/д станции (Кропачёво): 8 км.

Гидрография
Окраина деревни находится в 300 метрах от впадения реки Бердяш в Большой Бердяш и около 2,5 км от реки Юрюзани.

## Происхождение названия
Название связано с именем одного из старшин Кудейской волости 1770-х годов Яхьи. Название Яхино было перенесено в конце XIX века на разъезд Яхино, ставший одновременно населённым пунктом из одного дворохозяйства (на 1925 год) и остановочным пунктом. Закон № 211-з «О внесении изменений в административно-территориальное устройство Республики Башкортостан в связи с образованием, объединением, упразднением и изменением статуса населённых пунктов, переносом административных центров» от 20 июля 2005 года объединил деревню Яхино и посёлок разъезда Яхино.

## История деревни
Судя по фамилии основателя аула Якшиева, его жители перебрались из деревни Якшеево на правом берегу Юрюзани. В справочнике 1877 года писалось, что деревня Яхия 5 стана Уфимского уезда, населяют его башкиры.

## Население
| 1795 | 1816 | 1836 | 1859 | 1895 | 1920 | 2002 |
| ---- | ---- | ---- | ---- | ---- | ---- | ---- |
| 128  | ↗324 | ↗345 | ↗382 | ↗517 | ↗609 | ↘368 |
| 2009 | 2010 |      |      |      |      |      |
| ↘355 | ↘333 |      |      |      |      |      |

В 1795 году население деревни Яхина состояло из 54 мужчин и 74 женщин. Как пишет Асфандияров, «такое соотношение полов было противоестественным для тюркоязычных полукочевых народов, у которых, в том числе и у башкир, женщины в количественном отношении всегда уступали мужчинам. Диспропорция соотношения полов в пользу женщин свидетельствует о былых систематических репрессиях карателей против активных участников больших национальных и социальных выступлений башкир в 30-70-х годах XVIII века. В 1816 г. женщин было больше: в 48 дворах проживало 155 мужчин и 169 женщин. Среди глав семей было 6 многоженцев. Тогда же зафиксировали мечеть. VIII ревизия показала преобладание количества мужчин: 181 на 164 женщины. В последующем такое соотношение сохранялось. 382 человека при 79 дворах взято на учет в 1859 г. В 1895 г, в 105 дворах взято на учет 517 человек. Советская перепись 1920 г. показала 609 человек и 126 дворов».

## Хозяйство
По сохранившимся статотчётам середины XIX века, башкиры деревни Яхина занимались скотоводством, пчеловодством, в меньшей степени посадкой ржи, пшеницы и картофеля. В 1842 г. на 371 человек было засеяно 125 четвертей озимого и 528 четвертей ярового хлеба. Сажали 10 четвертей картофеля. 75 дворов с 403 жителями владело 394 лошадьми, 311 коровами, 116 овцами, 34 козами. Имели 34 улья, 42 борти.
Ситуация изменилась со строительством железной дороги в 1880-х годах.

## Улицы
- Гайфуллиной ул.,
- Сагадиева ул.,
- Зелёная ул.,
- Салахова ул..
- Лесная ул.,
- Турналинская ул.,
- Молодёжная ул.

## Транссиб
Яхъя находится возле станции Яхино, которая переняла старое русское название деревни Яхино. Станция Яхино долгое время существовала как разъезд, в середине 1980-х гг. в связи с необходимостью обработки длинносоставных поездов коренным образом реконструирована и расширена, сейчас является станцией формирования поездов.
В 1880-х Яхино стало точкой, откуда начали строить перегон до станции Вязовой. Это был самый сложный участок строительства всей Самаро-Златоустовской железной дороги, с огромным объёмом взрывных работ. Подробности инженерных работ изложены в дневниках и очерках инженера Николая Георгиевича Михайловского (например, «Вариант») (литературное имя — Гарин-Михайловский.

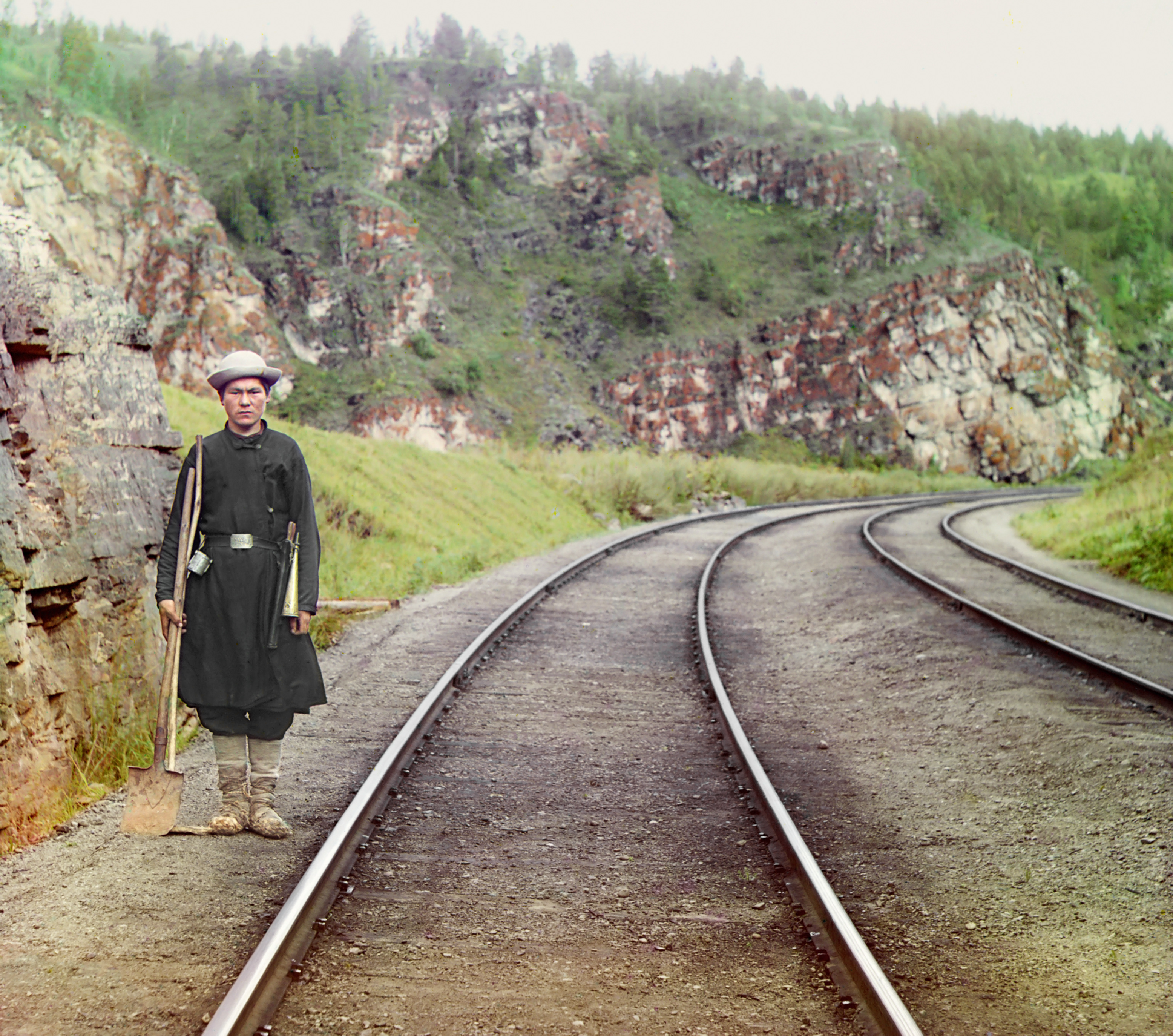
Башкир-стрелочник

Снимок башкира-стрелочника, вероятно, был сделан недалеко от старой станции Усть-Катав у входа в выемку в скале «Герасимов камень» на р. Юрюзань со стороны Смирного моста в следующем, в 1911 году, поскольку копия снимка расположена в архиве не среди фотографий Эхьи, а среди фотографий Усть-Катава и окрестностей, следовательно, дата фотографирования, вероятно, отличается от съемочного дня в ауле Эхья По рассказу местной жительницы Галимы Аглиуллиной, проработавшей на железной дороге 18 лет, ей известно точное место, где был сфотографирован обходчик. Его внук, Радик Хужин, как сообщила другая жительница Хакима Хисбуллина (род. 1931), стал последним владельцем того самого дома возле мечети, что сфотографировал Прокудин-Горский (Чечуха, 2008).

## Религия
В 1877 году, справочник населённых мест Уфимской Губернии писал: «Яхия 5 стана Уфимского уезда, население — башкиры, две мечети».
До советской власти в ауле была мечеть, её фото сохранилось благодаря Прокудину-Горскому. После революции она стала казармой для солдат, затем организовали клуб. «А потом сломали и то, что оставалось», как написал журналист А. Л. Чечуха, который в 2008 году опубликовал статью «По следам царского фотографа». Историю мечети поведал журналисту местный мулла Вахит-абый, чей отец тоже служил муллой, прожил 95 лет.
В 2006 году открылась мечеть. Предприниматель Ринат Хакимов, родившийся в Яхъе и живущий в селе Малояз, выкупил и на свои средства переоборудовал для богослужений пустующее здание магазина райпотребсоюза. Земляки благоустроили молитвенный дом, подарили ковры и паласы, а предприниматель Абдуллин Айдар установил на мечеть минарет.

## Известные уроженцы
- Искандарова, Ханифа Сиражевна (1928—2020) — учительница Аркауловской средней школы БАССР, Заслуженный учитель школы РСФСР (1967), Герой Социалистического Труда (1968), депутат Верховного Совета СССР VIII, IX созывов (1970—1979), Народный учитель СССР (1982)[10].

## Пребывание Прокудина-Горского
В конце июля 1910 года Прокудин-Горский в своём вагоне-лаборатории отбыл из Уфы по Транссибу в Златоуст. По пути запечатлел виды рек Сим, Юрюзань, Катав, особо выделяется поездка в разъезд возле Кропачево, возле которого находился аул Эхья (в дневниках фотографа она именуется Ехьей).
Спустя без малого век журналист А. Л. Чечуха опросив жителей Яхьи смог разузнать подробности съёмки фотографий (далее цитаты из его статьи «По следам царского фотографа»).

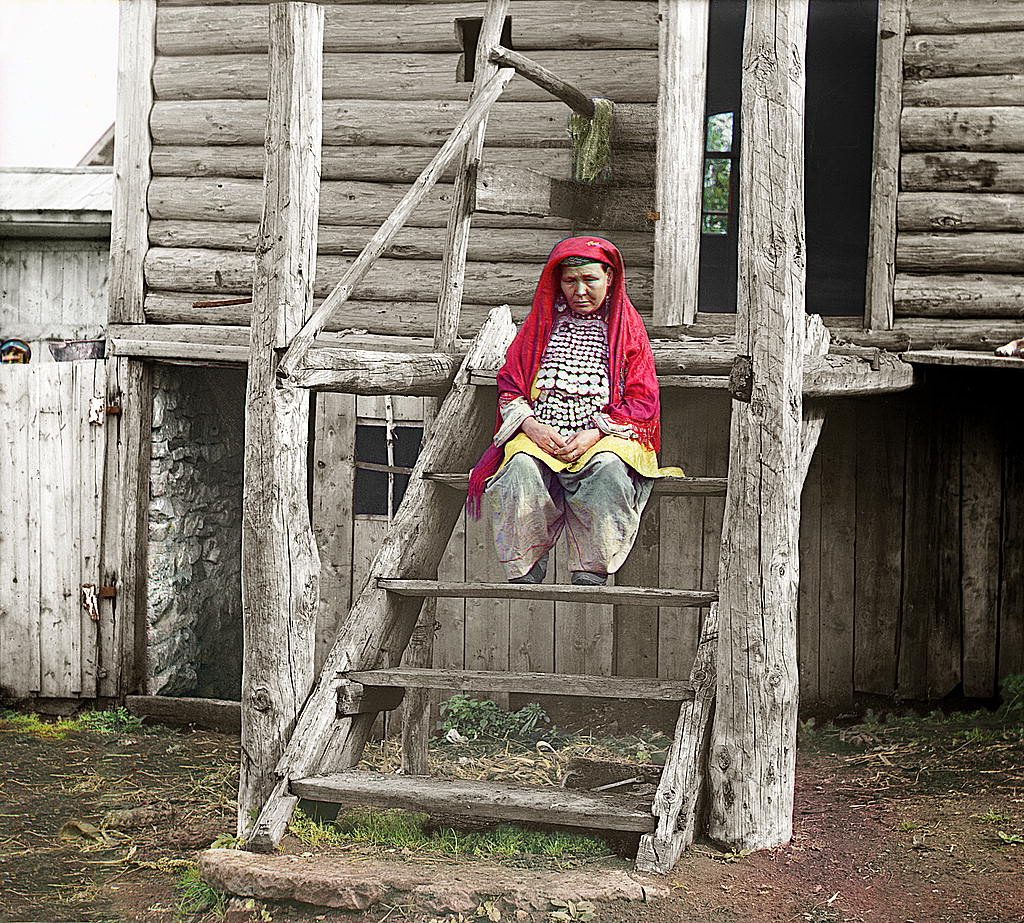
Башкирка в национальном костюме
После того, как фотографии Прокудина-Горского появились в открытом доступе и стали доступны в соц.сетях, уроженка д. Яхъя Сания Шарафутдинова (1928 г.р.) признала в ней свою родную бабушку — Фархиназ Бурханову. В семьях потомков Фархиназ Бурхановой хранятся и другие ее фото. Как утверждает сама Сания Гайнетдиновна, она прекрасно помнила свою бабушку, которая вместе со своим мужем Шарафутдином вела кузнечное дело в деревне, была прекрасной наездницей и охотницей, занималась пчеловодством, рассказывала своим внукам башкирские народные сказки и эпосы, водила их летом по ягоды на природу, готовила прекрасные блюда. Статьи и репортаж о Фархиназ Бурхановой вышли в журнале «Башкортостан кызы» и «Российской газете», а также был выпущен телевизионный сюжет на Башкирском спутниковом телевидении и Вести Башкортостан.
Молодой башкир
Хакима Хисбуллина, жительница Яхъи, определила, что на снимке Ишмухаметов.

Фотографии Прокудина-Горского
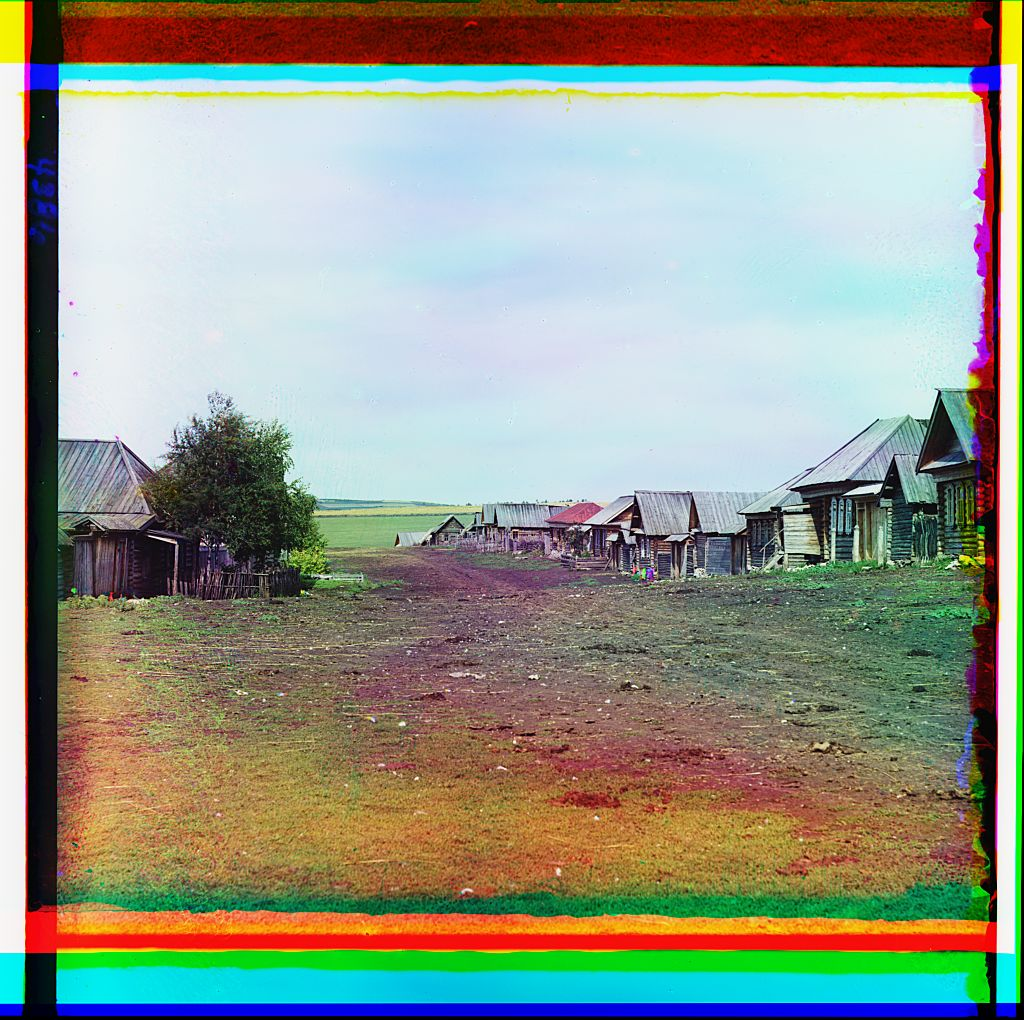
Первая фотография улицы в Яхино, 1910 год
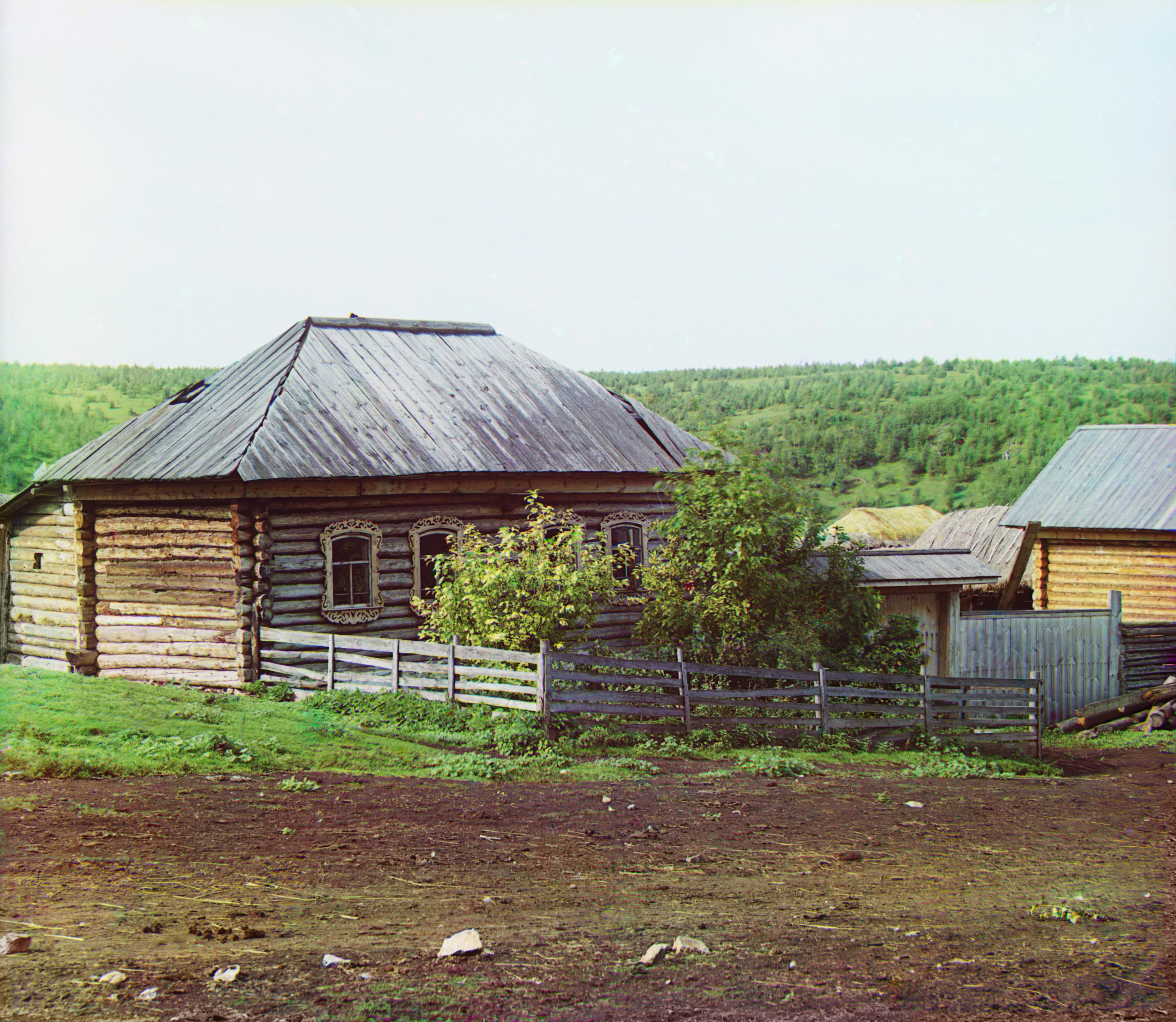
Типичный двор в башкирской деревне Эхья в 1910 году
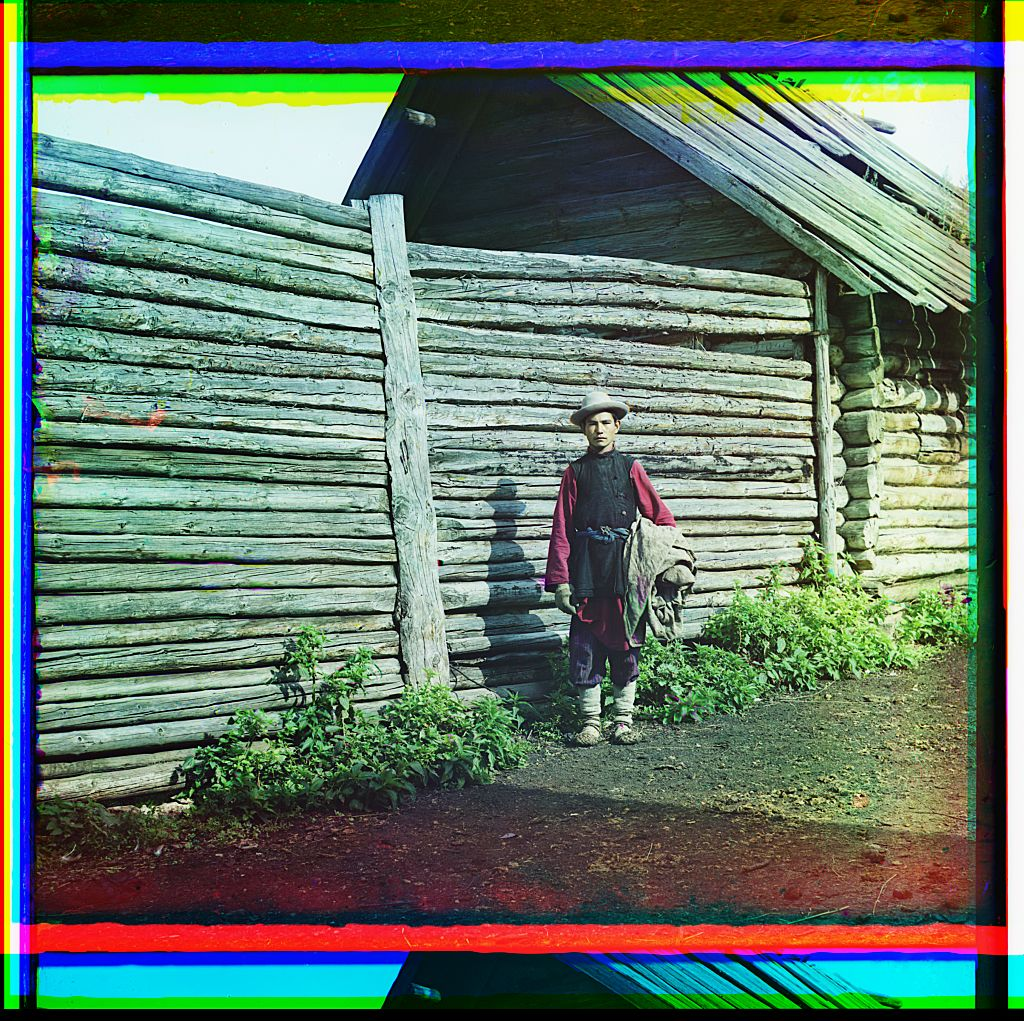
Молодой башкир

## Галерея

Фотографии деревни Яхъя и её жителей, сделанные М. А. Круковским в 1908 году.
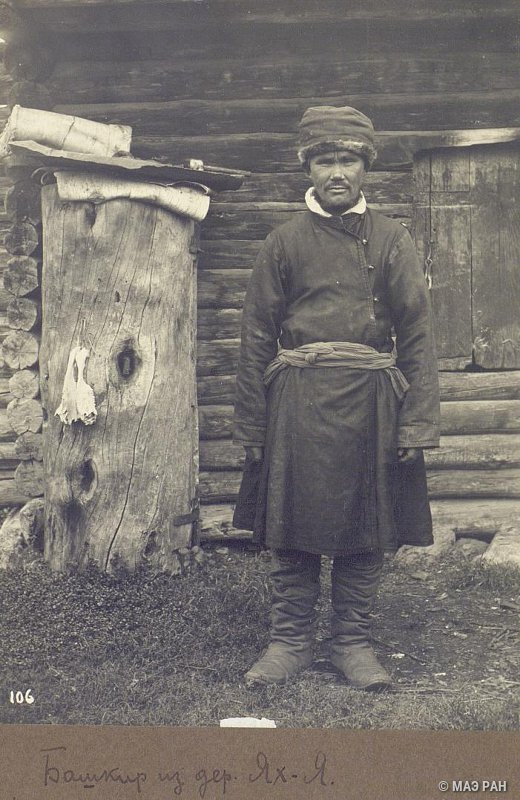
220пкс
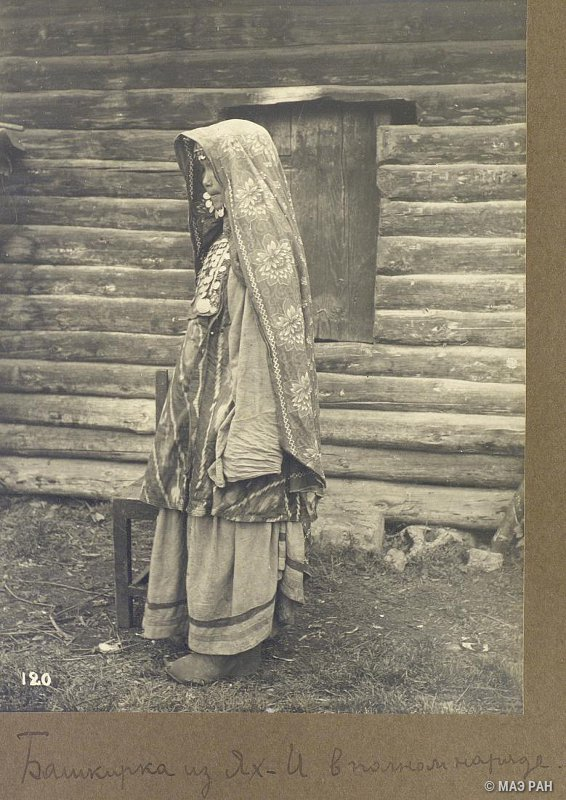
220пкс
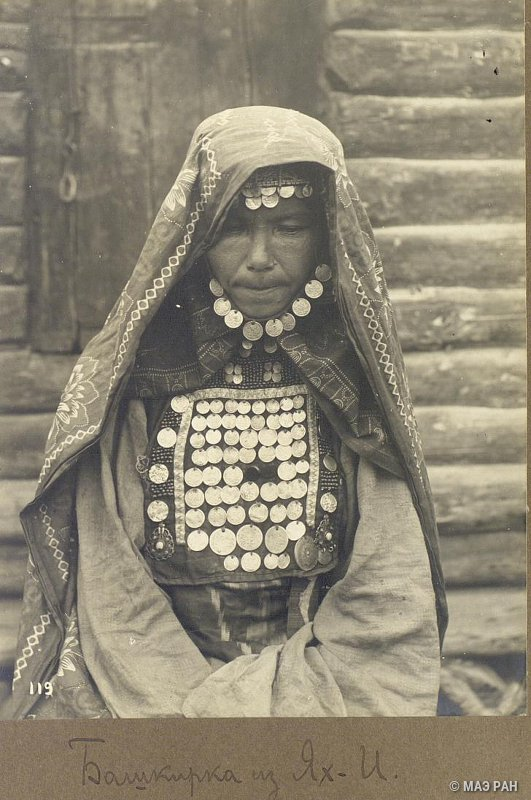
220пкс
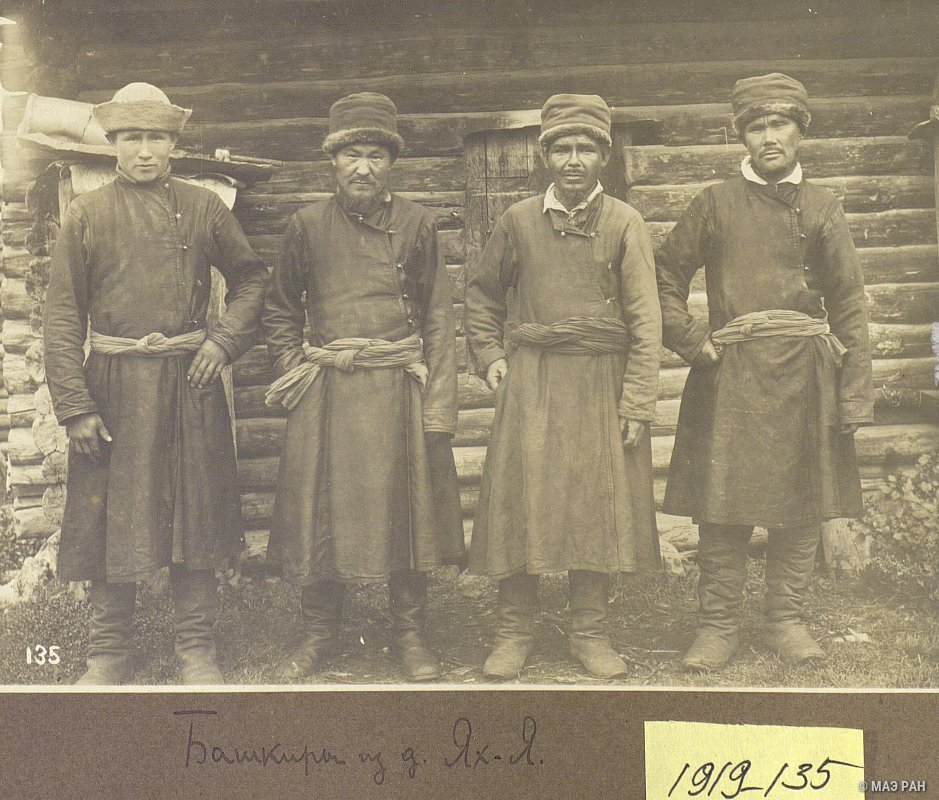
220пкс
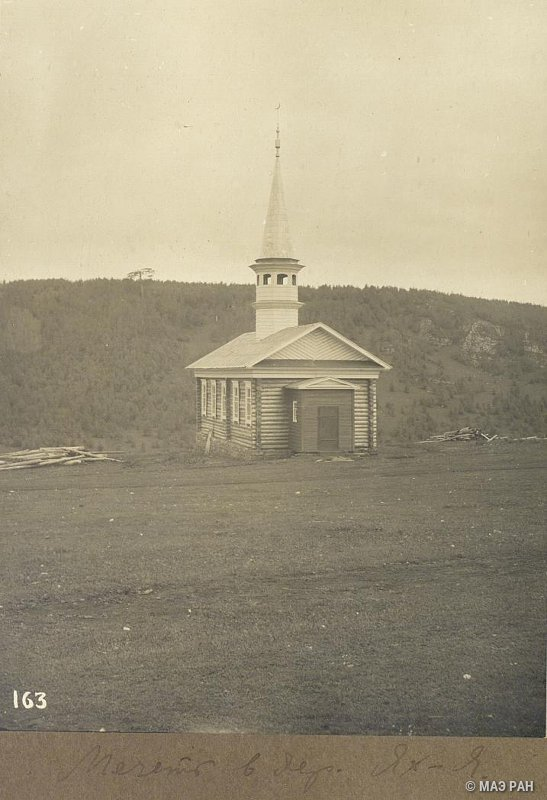
220пкс
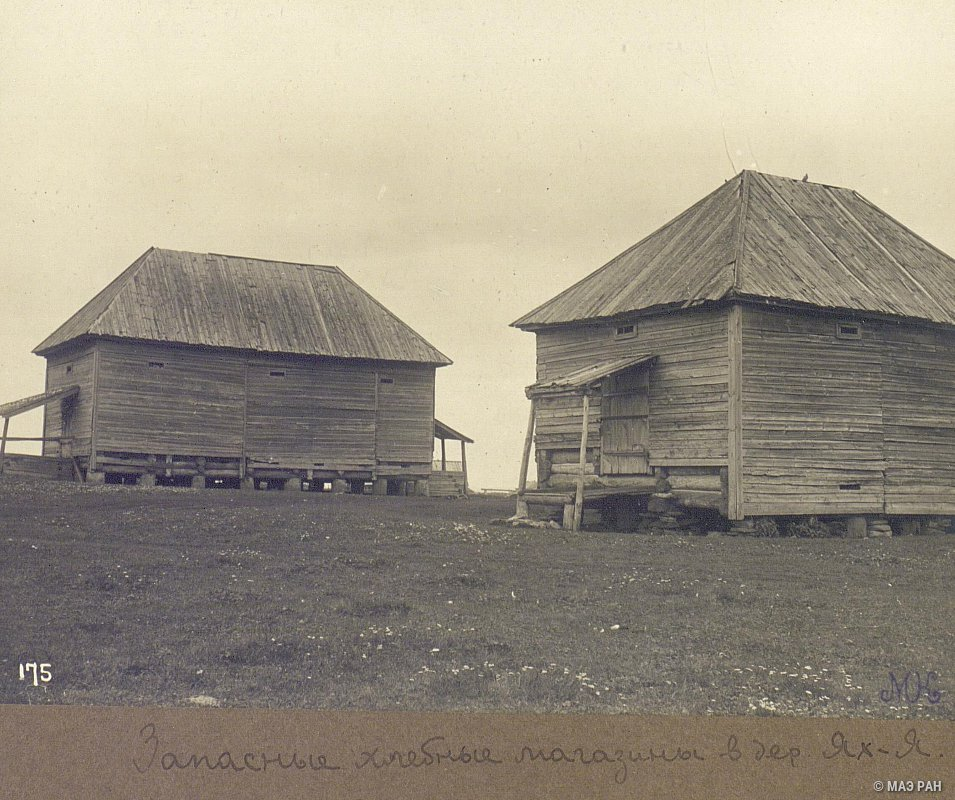
220пкс